# Kende Fodor
Kende Fedor (ur. 4 listopada 1976 w Budapeszcie) – węgierski szablista, dwukrotny medalista mistrzostw świata.
Podczas mistrzostw świata w Nîmes w 2001 roku Węgrzy w składzie: Domonkos Ferjancsik, Kende Fodor, Balázs Lengyel i Zsolt Nemcsik zdobyli srebrny medal w zawodach drużynowych. Srebro drużynowo zdobył również na mistrzostwach świata w Hawanie w 2003 roku. 
Wystartował na igrzyskach olimpijskich w Atenach w 2004 roku, gdzie drużynowo był piąty. Indywidualnie nie startował. Był to jego jedyny występ olimpijski.
Zdobył brązowe medal drużynowo na mistrzostwach Europy w Koblencji (2001) i mistrzostwach Europy w Moskwie (2002).